# Manuel Martínez Lledó
Manuel Martínez Lledó (L'Alguenya, Vinalopó Mitjà, 23 de març de 1953) és un economista i polític valencià.

## Trajectòria
Va fer els estudis mitjans a Oriola i es llicencià en ciències econòmiques a la Universitat de València. Des del 1977 és funcionari del Cos Tècnic d'Inspectors del Transport Terrestre transferit al Consell de la Generalitat Valenciana. El mateix any va ingressar en el PCPV-PCE i en formà part del Comitè Central, alhora que va col·laborar amb la Unió de Llauradors i Ramaders del País Valencià i fou nomenat secretari provincial de l'Associació de Cellers Cooperatius d'Alacant.
Durant el govern preautonòmic valencià fou cap territorial de transports d'Alacant de la Conselleria de Transports i Turisme amb les funcions de Director General de Transports de l'esmentada Conselleria. A les eleccions a les Corts Valencianes de 1983 fou elegit diputat. Quan Santiago Carrillo va abandonar el PCE el va seguir i fou candidat a les eleccions generals espanyoles de 1986, eleccions a les Corts Valencianes de 1987 i al Senat a les eleccions generals espanyoles de 1989 pel Partit dels Treballadors d'Espanya-Unitat Comunista.